# Kåfjorden (Alta)
Kåfjorden (norveški: Kåfjorden, sjevernolaponski: Njoammelgohppi) je fjord koji se nalazi u općini Alta, Finnmark, Norveška. Kåfjorden je dug 8 kilometara te je dio većeg fjorda Altafjordena. Na sjeveroj obali fjorda nalazi se mjesto Kåfjord koje se nalazi u sastavu općine Alte. Europski pravac E6 slijedi sjevernu obalu fjorda. 

## Povijest
Tijekom dobrog dijela Drugog svjetskoga rata Kåfjorden je bio uporište njemačkog bojnog broda Tirpitz kojeg su napadale britanske džepne podmornice tijekom Operacije Source 1943. godine te zrakoplovi tijekom Operacije Tungsten, Operacije Mascot, Operacije Goodwood, Operacije Paravane 1944. godine.
2013. godine preko Kåfjordena je sagrađen most kako bi skratio put Europskoga pravca E6 preko fjorda.

## Vanjske poveznice
|  | Zajednički poslužitelj ima još gradiva o temi Kåfjorden (Alta) |